# Christgau's Record Guide: Rock Albums of the Seventies
Christgau's Record Guide: Rock Albums of the Seventies es un libro de referencia musical escrito por el crítico y ensayista estadounidense Robert Christgau. Publicado en 1981 por la editorial Ticknor & Fields, recopila aproximadamente 3000 revisiones de álbumes, la mayoría de ellas escritas originalmente por Christgau durante los años 1970 para su columna «Consumer Guide» del periódico The Village Voice. Las cápsulas presentan detalles sobre el lanzamiento de cada uno de los discos y cubren una variedad de géneros musicales relacionados con el rock. Muchas de sus reseñas las reescribió para la guía con la idea de reflejar su cambiada perspectiva y su maduro enfoque estilístico.
El libro recibió reseñas favorables por parte de los críticos, quienes destacaron la extensa discografía, el juicio de Christgau y su colorida escritura. Además, recalcaron sus gustos obstinados, los comentarios analíticos, su lenguaje conciso y sus ocurrencias críticas. Por su parte, apareció en algunas listas de expertos sobre obras de música popular. Como un elemento básico de las obras de referencia del rock, Christgau's Record Guide se hizo muy popular en las bibliotecas como fuente de estudio y como una guía autorizada para críticos, coleccionistas de discos y tiendas de música.
La guía forma parte de la trilogía Consumer Guide integrada, además, por las secuelas Christgau's Record Guide: The '80s de 1990 y Christgau's Consumer Guide: Albumes of the '90s de 2000.

## Antecedentes
En 1969, Robert Christgau comenzó a escribir su columna «Consumer Guide», especializada en la revisión de álbumes musicales contemporáneos. Durante la década de 1970 se publicó casi mensualmente en el periódico The Village Voice y, por breves períodos, en el diario Newsday y en la revista Creem. Su metodología consistía en seleccionar veinte álbumes para ser revisados en formato de cápsula; cada una tenía un promedio aproximado de cincuenta palabras y una puntuación en letras en una escala de A+ a E-. 
La columna nació como un acuerdo entre Christgau y The Village Voice —que le asignó una sección de 2500 palabras por mes— para proporcionar a los posibles compradores calificaciones de álbumes, incluidos aquellos que no recibieron una gran cantidad de airplay radial. Algunas de las primeras reseñas se reimprimieron en su primer libro, Any Old Way You Choose It, una antología de ensayos de 1973 publicados con anterioridad en The Village Voice y Newsday.
Según Christgau escribió su columna confiado en sus gustos, convencido de que la música podía consumirse de manera inteligente e interesado en encontrar nuevos conocimientos sobre las dimensiones estéticas y políticas en la intersección de la cultura popular con el vanguardismo. Como periodista quería transmitir sus hallazgos en una manera que entretuviera y provocara a los lectores.

## Preparación

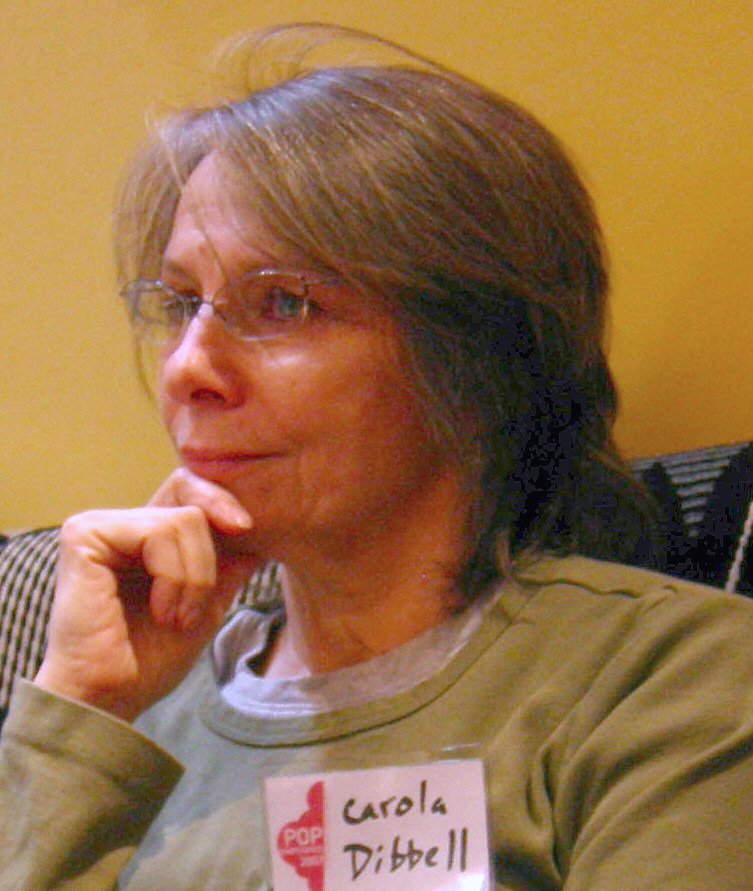
El trabajo de Christgau en la preparación del libro, puso a prueba su matrimonio con Carola Dibbell. En la imagen.

A finales de los años 1970, Christgau concibió un libro que recopilaría sus críticas escritas a lo largo de dicha década. A principios de 1979 presentó a los editores su guía Christgau's Record Guide y poco tiempo después recibió un contrato de publicación. Pronto se dio cuenta de que el libro no presentaría adecuadamente la década a menos que revisara y ampliara significativamente sus columnas ya existentes. Él creía que las reseñas que poseía pasaban por alto a importantes artistas musicales y probablemente comprenderían menos de dos tercios del material necesario. En julio de 1979, se tomó unas vacaciones de The Village Voice y se fue a Maine con su esposa, la escritora Carola Dibbell, para trabajar en el libro. Juntos arrendaron un cobertizo para botes y consigo llevaron un sistema de sonido y numerosos discos en formato LP. El escritor en su memoria Going Into the City de 2015 recordó que: «Tenía cientos de álbumes para descubrir, cientos para encontrar, cientos para volver a revisar y cientos para retocar».
De vuelta en Nueva York, Christgau continuó con la elaboración del libro. Aunque en esta ocasión tuvo acceso a la biblioteca de álbumes de su vecino, el también periodista Vince Aletti, que poseía los discos de James Brown que fueron lanzados por Polydor Records durante la década de 1970. Comenzando con Brown, el autor reexaminó las discografías de los principales artistas de manera cronológica para reducir el sentido de la retrospectiva en la escritura: «Cuando era posible, agrupaba a los artistas que realmente tenía ganas de escuchar ese día en una estratagema destinada a asustar la pequeña y emocionada sensación en la boca del estómago, sin la cual era reacio a dar a un álbum una A». Posteriormente, su trabajo se intensificó en 1980. Desde principios de febrero hasta finales de julio, pasó todos los días ocupado en el libro. En su memoria de 2015 dijo que pasaba catorce horas al día en «modo libro» y que «fue tan agotador que durante la mayor parte de 1980 apenas conocía la música del momento, la única interrupción en cincuenta años [de carrera]».
La intensa inmersión de Christgau en su preparación, puso a prueba su matrimonio con Dibbell, como también sus esfuerzos para superar la infertilidad. En sus palabras, el libro casi arruinó su vida personal: «Pospusimos aún más las estrategias de paternidad. Casi nunca salimos. El apartamento se hundió en nuevas profundidades de desorden a medida que los LP y papel migraban al comedor. Y desde que estaba en casa cada minuto con el estéreo encendido, mi compañera de vida nunca pudo estar sola, consigo misma o con su trabajo». La pareja pasó por una breve separación luego de que Dibbell admitiera que tuvo una aventura, pero su compromiso fue más fuerte y se reflejó en la dedicatoria en el libro: «Para Carola, nunca más». Mientras reparaban su relación, Christgau redujo su ritmo de trabajo en agosto de 1980 y dejó que su esposa «proporcionara las ediciones difíciles que necesitaba». Al respecto, en su memoria señaló que: «Su capacidad de respuesta estética era interminable... nadie afectó mi escritura como Carola». El autor terminó el libro a mediados de septiembre y presentó el manuscrito unas semanas después de la fecha límite impuesta por el editor.

## Contenido

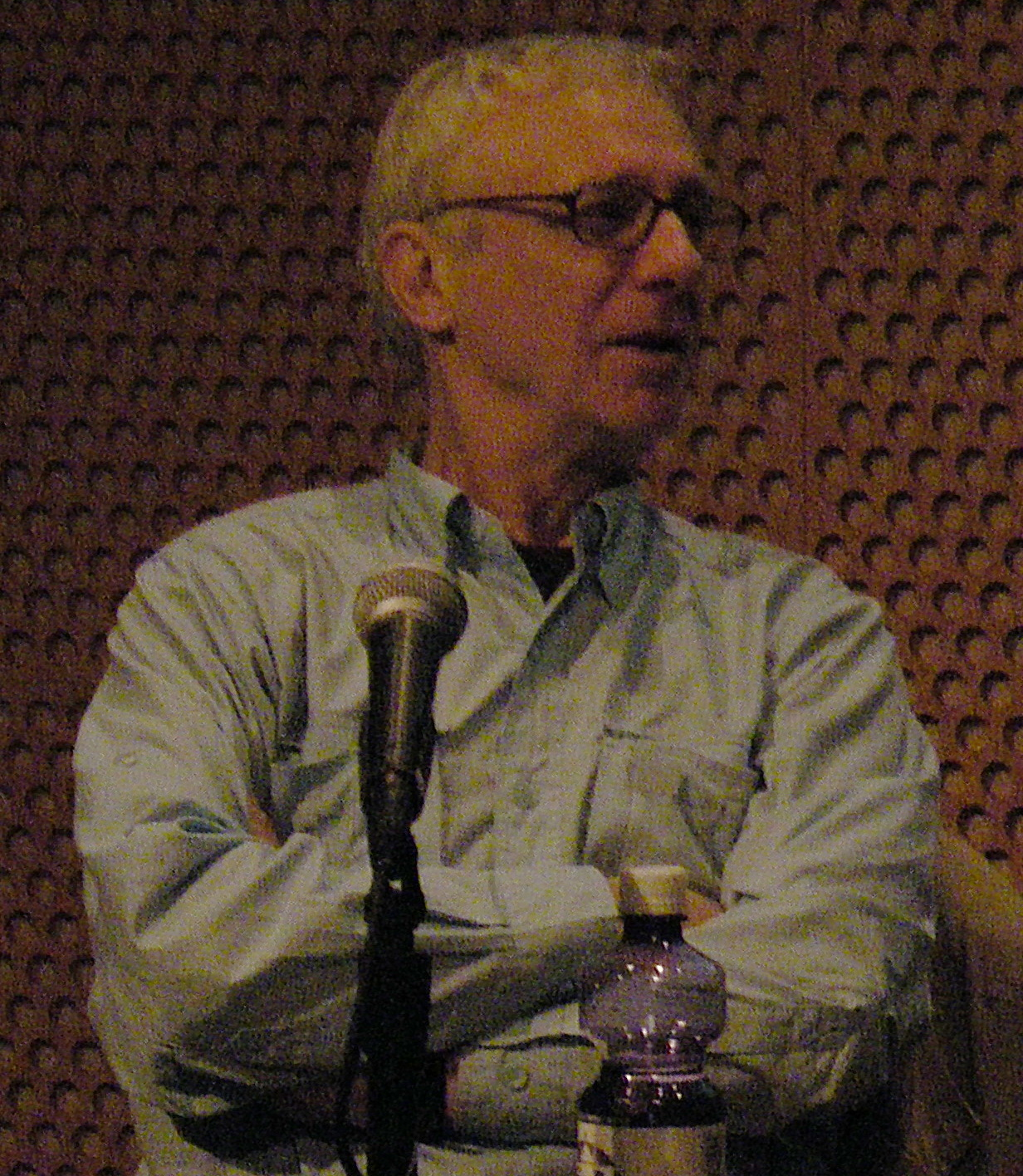
Robert Christgau reescribió algunas de sus reseñas originales para esta colección.

El libro recopila aproximadamente 3000 revisiones de álbumes de la década de 1970, las que están ordenadas alfabéticamente por los nombres de los artistas y acompañadas de algún comentario. Christgau amplió y revisó ampliamente más de la mitad de las reseñas originales, sobre todo las que cubren la primera mitad de la década. Algunos de los discos más antiguos fueron revaluados para reflejar la nueva perspectiva del autor, mientras que otros y algunos textos de las columnas originales se omitieron a favor del nuevo material. De acuerdo con él, buena parte de la información original de la columna Consumer Guide la reescribió porque no había desarrollado su «actual enfoque estilístico» hasta 1975 más o menos. En la introducción del libro señaló que: «he tratado de calificar cada álbum de rock de los setenta que valía la pena tener».
Los estilos de música que abarca la colección incluyen hard rock, heavy metal, punk, funk, música disco, soul, blues, country y reggae. Las revisiones presentan comentarios analíticos sobre el significado estético o cultural de la música, así como chistes cortos. Por ejemplo, en la reseña a Live Songs (1973) de Leonard Cohen afirma que el músico «corre el riesgo de convertirse en el Pete Seeger del existencialismo romántico», mientras que en la de Takin' It to the Streets (1976) de The Doobie Brothers criticó que: «Puedes llevar a un Doobie al estudio de grabación, pero no puedes hacerlo pensar». Adicionalmente, hay ensayos introductorios que incluyen una descripción histórica del rock y una explicación de su sistema de calificación: un álbum con nota A+ se define como «una obra maestra concebida orgánicamente que compensa la escucha prolongada» y con nota E se citan con frecuencia como «prueba de que no hay Dios». Al final del libro existe una sección llamada «A Basic Record Library», que enumera a los álbumes que según él son esenciales de las décadas de 1950, 1960 y 1970.

## Historial de publicación
Christgau's Record Guide: Rock Albums of the Seventies salió a la venta en octubre de 1981 por la editorial Ticknor & Fields en New Haven (Connecticut), en un momento en que las publicaciones de obras de referencias musicales habían aumentado y los editores competían entre sí por ese mercado. Al año siguiente la imprenta londinense Vermilion lo publicó en el Reino Unido, mientras que la editorial estadounidense Houghton Mifflin Harcourt lo reimprimió en 1985. En 1990 DaCapo Press lo volvió a editar con el título de Rock Albums of the Seventies: A Critical Guide y en cuya introducción Christgau señaló que había revisado parte del contenido. Una vez que se publicó Christgau's Consumer Guide: Albums of the '90s en 2000 se completó la serie de tres volúmenes llamada Consumer Guide. La colección estuvo disponible en el sitio web de Christgau después que salió en línea en 2001.

## Críticas

### Prensa

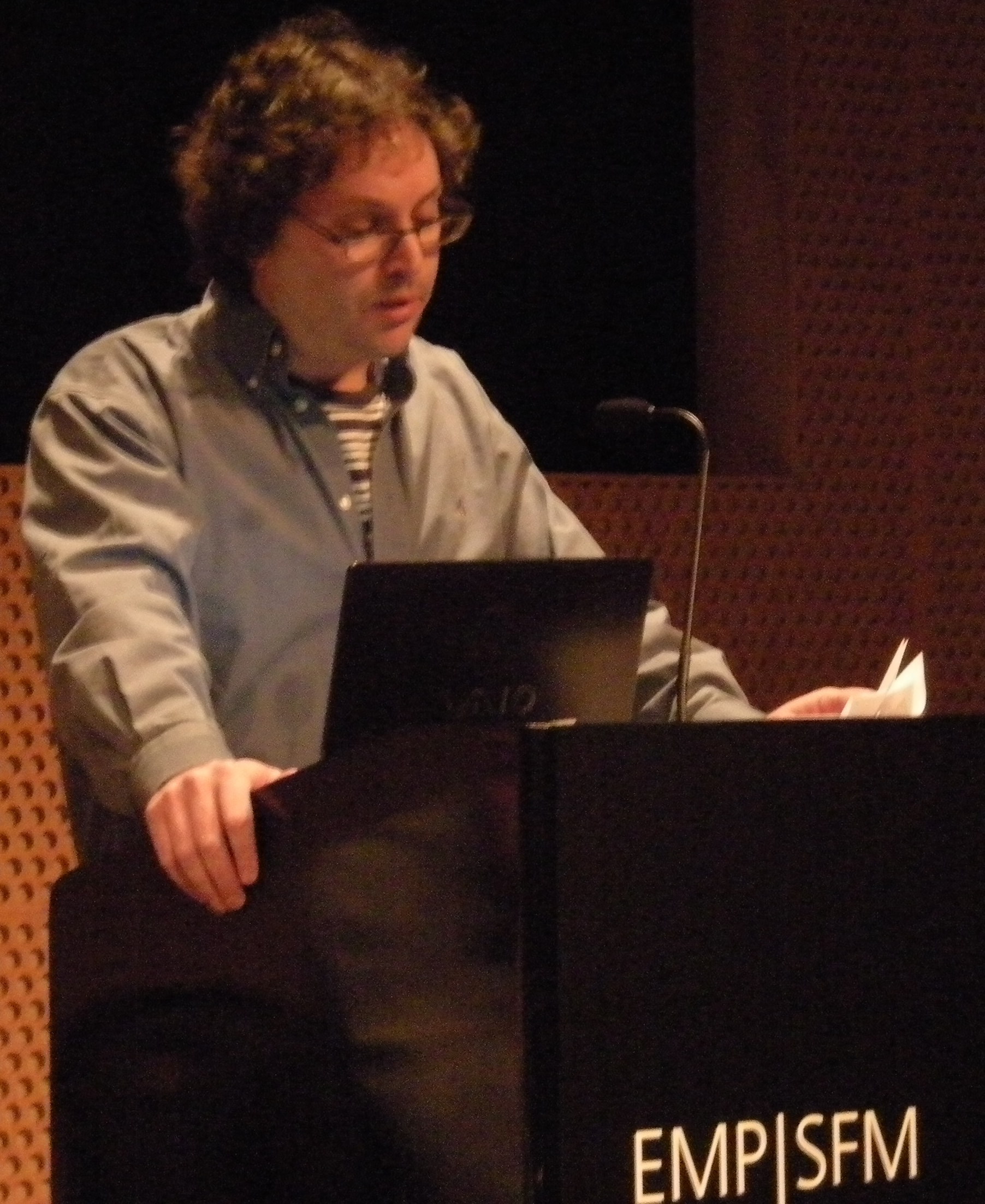
El crítico Eric Weinbard, en la imagen, citó las reseñas del libro como parte de la reinvención del rock y de la música popular de los estándares críticos.

En 1982, Robert Palmer de The New York Times indicó que era un libro notable entre la reciente serie de obras de referencias de rock porque «era obsesivamente completo y caústicamente honesto». Además, lo recomendó como un recurso valioso para aquellos con un serio interés en el rock contemporáneo, incluso si algunas de las opiniones pueden resultar divisorias. Por su parte, identificó cualidades de madurez, de inteligencia y de humor en la crítica de Christgau y señaló que: «Es un poco demasiado obstinado como para merecer un A-, pero ciertamente vale la pena leer y releer». Liam Lacey del periódico canadiense The Globe and Mail lo calificó como entretenido, mientras que un crítico de The Washington Post mencionó que Chistgau «escribe maravillosamente y su libro es una provocativa cápsula de la historia del pop de los setenta». El letrista y productor Herb Hendler lo posicionó entre los libros y revistas que fueron «relevantes para la juventud y la era del rock» en su crónica Year by Year in the Rock Era (1983), que trata sobre el impacto cultural de la música rock desde 1954 a 1982.
El periodista Steve Simels para la revista Stereo Review consideró que las reseñas estaban bien escritas, con un juicio crítico imparcial, ingeniosos discursos y con un interés más profundo en la música negra que la mayoría de los críticos blancos. No obstante, Simels criticó el empalagoso sentido de conciencia feminista, la política liberal instintiva y una predilección por la música conceptual, ejemplificada por las calificaciones A para los cuatro álbumes de Ramones. Al finalizar mencionó que estaba «sorprendido de descubrir cuán imparcial ha sido [Christgau] a largo plazo» y, aunque la guía no sea del todo confiable, si valía la pena leerla. David Browne de High Fidelity dijo que algunas de las reflexiones de Christgau eran demasiado complicadas para los recién llegados al periodismo roquero, pero concluyó que «sigue siendo uno de los críticos más astutos del pop» y que la guía funciona mejor como una forma de descubrir buenos discos, como Still Bill (1972) de Bill Withers, oscurecido por la compleja discografía de la música popular de los setenta.
En 1985 el británico Paul Taylor en su libro Popular Music Since 1955, que trata de la literatura sobre la música popular, realizó algunas quejas sobre la guía. Taylor lo llamó «una colección extraña» por varias razones; él observó que: «se incluyen sin duda los mejores álbumes (...) pero es dudosa la forma en que se seleccionan los malos ejemplos, y simplemente se evitan los registros mediocres». Uno de los comentarios más críticos lo dio el periodista Dave Marsh de la publicación Musician. Si bien le otorgó una calificación de B-, Marsh definió a Christgau como «conciso, contencioso, condescendiente, provocador y pedagógico» con un sentido de opinión astuto y perspicaz, pero se quejó de comentarios gratuitos y fuera de lugar con posibles intentos de mantenerse al día con el consenso de moda, al igual que no había indicaciones claras de que las reseñas habían sido reescritas en retrospectiva para el libro. Además, cuestionó si el enfoque duro, rígido e ideológico de Christgau lo hacía ideal para escribir una guía, afirmando que «el crítico de rock más influyente nunca ha escrito un libro que no fuese una antología». Unos meses después, se publicó una respuesta de Christgau en la misma revista en la que expresó su agradecimiento por las «amables palabras» de Marsh sobre el libro y se refirió de nuevo a su ensayo introductorio para responder las preguntas planteadas en la revisión:

Aunque no indico qué revisiones se han escrito recientemente, sí afirmo que he reconsiderado todos los registros sobre los que tenía dudas y mantengo cada juicio. Como coeditor de una guía competitiva para el consumidor, Dave sabe que lo más importante que debe hacer cuando se revisa los álbumes es escucharlos primero.

### Revistas académicas
El libro también recibió una crítica positiva entre las revistas académicas especializadas en obras de referencia y en la curación de libros de colección. En una revisión de la publicación Choice: Current Reviews for Academic Libraries se recomendó la guía argumentando que funciona magníficamente como una lectura para el placer espontáneo y una referencia a los «clásicos mayores y menores» del rock, al mismo tiempo que destaca la última sección para los bibliotecarios que reúne una colección de discos de rock. Illinois Libraries, la publicación de la Asociación de Bibliotecas de Illinois, aconsejó a los bibliotecarios de la educación audiovisual que consulten la guía para obtener ayuda en la selección de grabaciones de música para su archivo. En la reseña de la revista se calificó a Christgau de «crítico principal si la música rock tiene tal cosa» y sugirió que los lectores se centren menos en sus disgustos por artistas como John Denver y más en su entusiasmo «bien fundado y significativo» por Terry Garthwaite, Brian Eno y Ramones.
El editor general de Special Collections de Haworth Press, Lee Ash, quien estaba más familiarizado con las discografías de la música de cámara y con un leve entusiasmo por el rock, mencionó que le impresionó la «calidad, contenido, alcance y notas evaluativas» de la guía. Por último, concluyó que es esencial para la colección musical y que proporciona un «material crítico para discutir». P. G. Feehan de Library Journal consideró a Christgau como un crítico riguroso e inteligente y que el libro era un excelente compañero de The Rolling Stone Record Guide, particularmente debido a su extensa cobertura de álbumes de sellos alternativos e importados. El único reparo de Feehan fue que «su estilo de four-letters word moderno e inteligente, puede alejar a los lectores del oeste del río Hudson».

## Legado e influencia
Según el académico de música popular Roy Shuker los críticos de rock son «creadores de tendencias, promotores e historiadores culturales de la industria musical» y entre los mejores de ellos, como Christgau, han publicado colecciones de sus reseñas. Estos críticos construyeron sus propias versiones de lo que Shuker llamó «la división tradicional de la alta/baja cultura, generalmente en torno a las nociones de la integridad artística, autenticidad y la naturaleza del comercialismo». Al igual que con la guía The Rolling Stone Record Guide, esta se hizo popular entre los aficionados a la música, los coleccionistas y las tiendas de discos de segunda mano y de especialidades, que poseían copias de diferentes volúmenes. De acuerdo con Shuker, tanto Christgau's Record Guide: Rock Albums of the Seventies como Christgau's Record Guide: The '80s eran «biblias en el campo (...) estableciendo ortodoxias en cuanto al valor relativo de varios estilos o géneros y panteones de artistas». Cuando Greg Kot reseñó la segunda guía de Christgau sobre la década de los ochenta en 1990 mencionó que Christgau's Record Guide y Trouser Press Record Guide de Ira Robbins habían sido «las biblias de mi existencia como crítico de rock». El crítico estadounidense Rob Sheffield lo nombró entre sus seis libros favoritos en una lista publicada en la revista The Week, en donde dijo que «otros fanáticos de la música obsesiva» probablemente también lo posean. Además, señaló que «este libro es el iniciador del debate del rock and roll de todos los tiempos y que discutiré con él por el resto de mi vida». También los novelistas Dylan Hicks y Jonathan Lethem afirmaron haberlo leído cuando eran jóvenes; incluso Lethem reveló que «durante años planifiqué mi colección de discos contra las calificaciones, anotando puntos de vista disidentes en los márgenes». En retrospectiva, Christgau dijo que «el libro mejoró enormemente mi perfil personal, además de llegar a lectores que estoy orgulloso todavía están afuera».
La guía se publicó en una época en la que los estudios de la música popular eran el dominio de fuentes no académicas, como periodistas, en lugar de departamentos de música y académicos clásicos. Se hizo muy popular en los catálogos de las bibliotecas a fines de la década de 1980, junto con otras obras antologizadas de periodismo roquero de autores como Ellen Willis y Lester Bangs. El crítico Eric Weisbard citó las reseñas de la Consumer Guide recogidas en el libro como parte de la reinvención del rock y de la música popular de los estándares críticos. El final del siglo XX vio otro cambio de paradigma, a medida que el periodismo pagado disminuyó, los departamentos académicos gradualmente adoptaron los estudios de la música popular. En 1997, la Asociación de Bibliotecas de Música de los Estados Unidos utilizó tanto este volumen como el de los años 1980 como referencias para preparar una selección de álbumes de rock para el libro A Basic Music Library: Essential Scores and Sound Recordings, publicado por la American Library Association como una guía para bibliotecarios y otros coleccionistas especializados.
Christgau creía que esta guía era la más «acreditada» de la serie de libros Consumer Guide, porque el pequeño mercado musical de la década de 1970 era más fácil de procesar. La describió como «una especie de trabajo que define el canon, defendiendo a Van Morrison y, digamos, a las hermanas McGarrigle, y contra Black Sabbath y, por ejemplo, Donny Hathaway». En comparación con The Rolling Stone Record Guide, el autor dijo: «Creo que el mío es mejor, pero no vale la pena discutirlo. Lo que es innegable es que el mío fue escrito por una persona y, por lo tanto, fue un acto de sensibilidad en lugar de un decreto cultural sin intención de canonización, aunque con un efecto canonizante (que pronto fue invalidado por el Salón de la Fama del Rock and Roll [en 1983], una condición de llamar la atención mucho más efectiva que cualquier libro)». En las dos décadas que siguieron, sintió que el canon se volvió «más oscuro, más vasto y más variado», y que su gusto personal se había vuelto más idiosincrásico y divergente del consenso crítico general. En ese sentido, Ivan Kreilkamp del The Boston Globe indicó que el «trabajo audaz y definitorio del canon» siguió siendo el más impactante de la crítica. En opinión de Eric Weisbard, Christgau «no fue tan canonizante a modo de usar la interminable fiesta de escucha para encontrar nuevas arrugas en su estética, y en la de la música popular, que no se puede resumir».
El académico literario Cornel Bonca consideró a Christgau's Record Guide como «escritura esencial del rock». El escritor Jon Savage lo recomendó como una discografía útil del punk rock de los setenta. En 2006, los tres volúmenes de la serie Consumer Guide ocuparon el quinto lugar en la lista de los diecisiete libros esenciales sobre la música popular realizada por el sitio The A.V. Club; en opinión de los realizadores, Christgau «hizo un arte sublime de la revisión en cápsula, reuniendo observaciones concisas y aprecio sincero en apartados de 150 palabras». Michaelangelo Matos, escritor del personal del mencionado sitio web, fue influido por Christgau y dijo que los dos primeros volúmenes los había leído con mucha frecuencia cuando era adulto. Matos destacó su humor, su capacidad de extraer la esencia de un álbum en unas pocas oraciones y la puntuación de las reseñas en una calificación en letras, «un dispositivo retórico ingenioso tanto como un simple juicio». En 2016, la revista Billboard lo posicionó en el lugar 47 en la lista de los 100 libros más grandes de música de todos los tiempos en donde se mencionó que: «Su colección de los años 1970 ofrece una introducción fantástica sobre la década más fructífera del rock y el soul. Ya sea que compartas o no la pasión por Let's Get Married de Al Green o su desdén por todas las cosas de Eagles, te encantará su fondo e ingenio».
El 23 de junio de 2019, después de que un usuario de Twitter le informara a Christgau que el artículo del libro apareció en la portada de la Wikipedia en inglés, el autor comentó: «Guau. Aunque el tipo que supongo que lo escribió me contactó en Xgau Sez el año pasado y espero que lo haga de nuevo, no tenía idea de que este artículo con cuerpo, imparcial y notablemente exacto existiera. Estoy orgulloso de todos mis libros, pero esto me convence de que la guía de los años 1970 es la más influyente». Por su parte, Carola Dibbell comentó que esto da «cuenta de la exhaustiva y ardua preparación, y la recepción duradera de esta gran colección».